# Gehölze bei Epe
Gehölze bei Epe este o arie protejată (arie specială de conservare — SAC, sit de importanță comunitară — SCI) din Germania întinsă pe o suprafață de 7,18 ha, integral pe uscat.

## Localizare
Centrul sitului Gehölze bei Epe este situat la coordonatele 52°26′14″N 8°01′53″E / 52.4372°N 8.0314°E.

## Înființare
Situl Gehölze bei Epe a fost declarat sit de importanță comunitară în ianuarie 2005 pentru a proteja 1 specie de animale. Situl a fost protejat și ca arie specială de conservare în noiembrie 2007.

## Biodiversitate
Situată în ecoregiunea atlantică, aria protejată conține 1 habitat natural: Păduri acidofile de stejar bătrân cu Quercus robur pe câmpii nisipoase.
La baza desemnării sitului se află o specie protejată de  nevertebrate: rădașcă (Lucanus cervus).